# Mango (îmbrăcăminte)

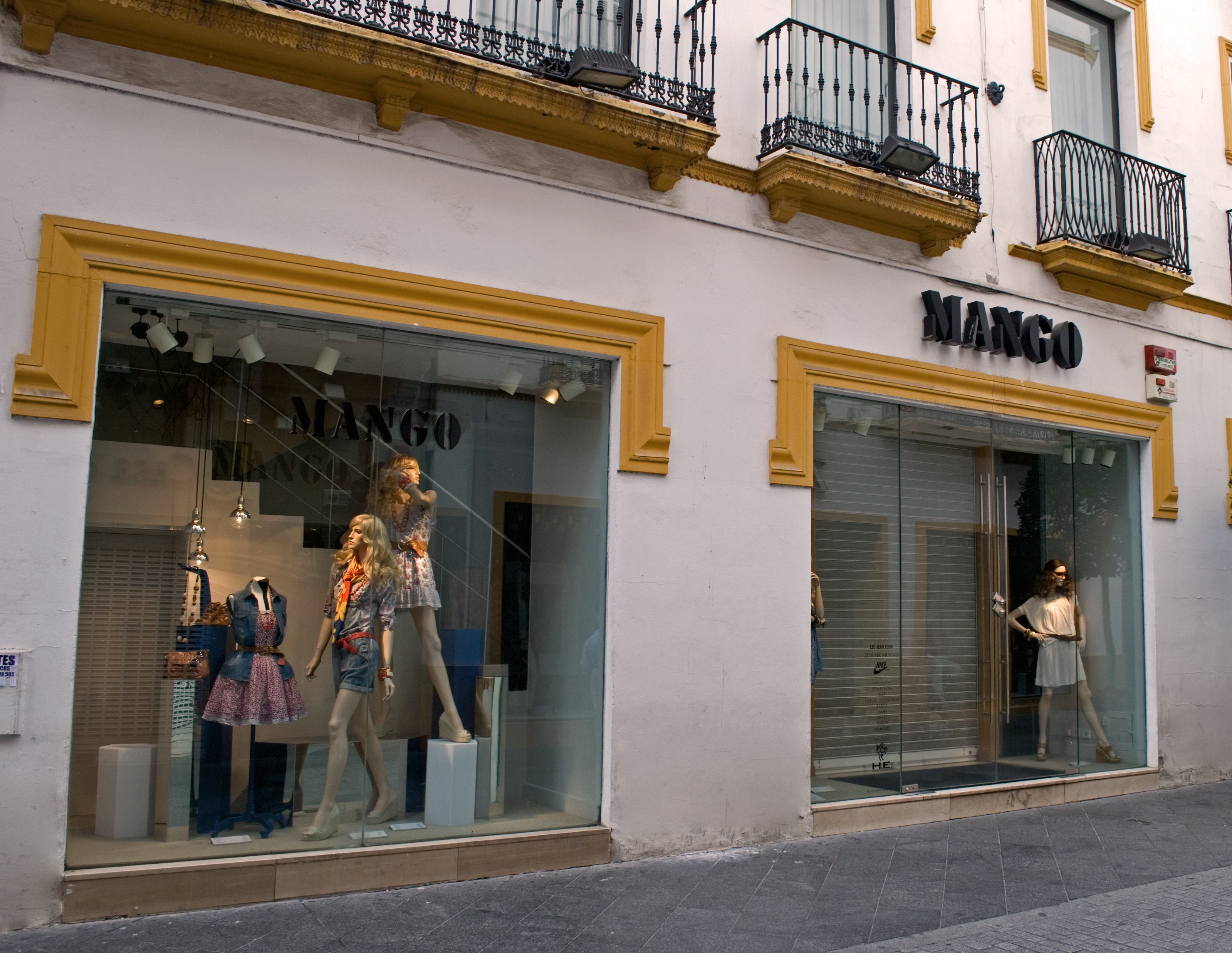
Magazin Mango pe strada Velázquez din Sevilla.

Mango este o companie producătoare și de retail de îmbrăcăminte din Barcelona, Spania, înființată în 1984.
În februarie 2009, Mango avea peste 1.100 magazine în 89 de țări din Africa, Asia, Europa, America de Sud și America de Nord.

## Mango în România
Compania este prezentă în România, atât direct, cât și prin francize.
Companiile Solmar Trading și Peeraj Brands International dețin francizele locale ale companiei Mango.
Din anul 2009, compania Mango a decis să opereze direct magazinul din AFI Palace Cotroceni.